# Mouralia
Mouralia là một chi bướm đêm thuộc họ Noctuidae, chỉ gồm một loài Mouralia tinctoides. Loài này có ở Florida đến đông nam Texas, Georgia, miền nam California, quần đảo Antilles, từ México qua Brasil tới bắc Argentina và ở Peru.
Sải cánh khoảng 44 mm.
Ấu trùng ăn các loài Tradescantia fluminensis và Zebrina pendula.